# Funny People
Funny People è un film del 2009 scritto e diretto da Judd Apatow, con Adam Sandler e Seth Rogen, ambientato nel mondo dei cabarettisti.
Il film è uscito negli Stati Uniti il 31 luglio 2009, mentre in Italia il 16 ottobre 2009.

## Trama
George Simmons è un comico di successo ma con pochi amici, che conduce una vita dissoluta all'insegna d'ogni tipo d'eccesso e sperpero. Un giorno il suo dottore gli comunica che ha contratto una forma di leucemia acuta mieloblastica (LAM) in uno stadio tanto avanzato da rendere inadeguate le cure tradizionali; l'unica speranza potrebbe essergli fornita dall'impiego d'un regime farmacologico sperimentale, benché le aspettative siano parecchio basse.
Successivamente, George stringe amicizia con l'aspirante comico Ira Wright, un ragazzo senza un lavoro stabile che vive con due suoi amici, impacciato con le donne e con il pubblico. George lo prende sotto la sua ala protettrice, facendolo diventare suo assistente ed insegnandogli via via i segreti dell'improvvisazione comica, come l'affrontare il pubblico e calcare un palcoscenico.
Con il tempo, questo suo nuovo amico gli fa capire e apprezzare la vita che gli resta, spingendolo a riparare gli errori ed i torti passati, come ad esempio il cercare di riappacificarsi con la sua ex fidanzata, Laura, alla quale non era mai riuscito ad esserle fedele e che proprio perciò l'aveva infine piantato in asso.
George riesce dunque a rintracciarla, scoprendo che nel frattempo si è sposata con un australiano di nome Clarke, col quale ha avuto due figlie; ultimamente però il suo matrimonio sta attraversando una fase di crisi in cui suo marito, in parte anche per gli impegni di lavoro che lo costringono molto spesso a viaggiare lontano da casa, è diventato alquanto apatico e distaccato nei confronti suoi e delle bambine, spingendola così a nutrire l'angoscioso sospetto che potrebbe non esserle del tutto fedele. Laura naturalmente si mostra dispiaciuta e triste della leucemia di George e quest'ultimo, che prova ancora qualcosa per lei, constatata la situazione familiare in cui verserebbe si convince di poterla facilmente riconquistare, soprattutto quando lei, in un momento d'intimità venutosi a creare, arriva a confidargli d'averlo sempre considerato (nonostante tutto) l'amore della sua vita. Ira invece disapprova il modo in cui George si sta insediando nella vita di Laura e della sua famiglia, per cui cerca di fargli capire la velleità del suo tentativo di riconquista della donna che, senz'altro non producendo i risultati da lui sperati, non farà che esacerbare la già tesa e complicata situazione familiare della coppia.
Alla fine, George e Laura finiscono a letto insieme, proprio nello stesso periodo in cui Clarke torna da uno dei suoi viaggi di lavoro. Nei confronti suoi e di Ira si mostra abbastanza ben disposto, non manifestando contrarietà al fatto che sostino da loro, ma ormai il rapporto con la moglie pare deteriorarsi ulteriormente, quando con quest'ultima ha alla presenza dei due comici una lite furibonda, in cui lei lo accusa apertamente di tradirla; non sentendosi più il benvenuto in casa propria, Clarke decide di andarsene, formalmente per un altro viaggio di lavoro. Frattanto, George ha la graditissima notizia che il suo male è ormai regredito ma, per il momento, decide di non comunicare a nessuno dell'avvenuta guarigione, volendo sfruttare ancora la situazione, specialmente ora che Laura gli confida di star meditando sulla possibilità del divorzio e di volersi rimettere assieme a lui. 
Clarke è all'aeroporto, e si appresta a partire, ma Laura improvvisamente lo raggiunge prima che possa imbarcarsi, scusandosi per la loro litigata e comunicandogli altresì di voler risanare il loro rapporto; la donna però gli chiede di essere onesto con lei, esortandolo a confessare l'occorrenza o meno della sua infedeltà, al che Clarke, in lacrime, le confessa d'aver effettivamente avuto una scappatella con un'altra, ma che non ha significato niente per lui. I due fanno dunque pace, ma Ira, venuto a sapere dei propositi della donna da George, arriva all'aeroporto peggiorando la situazione: l'uomo, pur con le migliori intenzioni, aveva raggiunto i due coniugi per evitare che Laura lasciasse il marito per l'amico, sicuro che in tal caso lei avrebbe fatto uno sbaglio madornale, e proprio rivolgendosi alla donna per indurla a ripensarci fa capire a Clarke che ci sia stato qualcosa tra la moglie e George, ed infatti Laura non può non confessargli della sua tresca con quest'ultimo.
Clarke, in preda alla collera, si precipita immediatamente da George, aggredendolo ed avviandovi di conseguenza una vera e propria rissa, alla quale (nel tentativo di fermarli) ne viene coinvolto pure Ira. Nella confusione che si viene a creare, emerge finalmente come George fosse ormai guarito e stesse approfittando delle difficoltà coniugali della coppia per riprendersi Laura; la donna decide di chiudere definitivamente con George, e quindi torna con Clarke nella speranza di ricostruire il loro matrimonio. George, dinnanzi alla piega presa dagli eventi, resta sconcertato ed afferma di non capire il motivo della scelta di Laura, specialmente dopo che gli aveva detto che lo considerava l'amore della sua vita, ma Clarke gli fa capire che la moglie gli aveva detto quelle parole solo perché era malato e capitato nelle loro vite in un momento di crisi. 
George ed Ira si mettono dunque in viaggio per ritornare a casa e tra i due scoppia un violento diverbio, in cui il primo accusa il secondo d'avergli deliberatamente sabotato il ricongiungimento con Laura, dicendogli inoltre di non volerlo più come amico, mentre Ira gli rinfaccia lo sfacciato e cinico egoismo con cui si stava adoperando per sfasciare una famiglia, dicendogli come un'occasione per dare una svolta positiva alla sua vuota e fredda esistenza, qual è stata la leucemia, l'abbia alla fine colta per rendersi una persona peggiore. I due quindi si separano, con Ira che gli si congeda affermando che ha il potenziale per diventare un uomo migliore, a patto che sia disposto a mettersi seriamente in discussione ed affrontare l'impervio cammino per migliorarsi.
Ira continua a fare il comico, anche se è più difficile senza il sostegno di George, il quale ha un nuovo assistente, inoltre cerca di arrotondare i guadagni con un secondo lavoro in una gastronomia. Mentre Ira lavora, riceve l'inaspettata visita di George, il quale si scusa con lui per come si è comportato, affermando che lui aveva ragione; inoltre decide di aiutarlo a migliorare il suo numero, ed i due così tornano a essere buoni amici.